# سرانه مطالعه
عام‌ترین تعریف از سرانه مطالعه میانگین مدت زمان‌های مطالعه یک نفر در یک شبانه‌روز است همچنین میتوان بصورت درصدی از کل جمعیت تعریف کرد اما لزوماً همیشه این تعریف صادق نیست و می‌توان به جای مدت زمان از تعداد کتاب‌های خوانده شده یا تعداد صفحات خوانده شده در طول روز نیز برای تعریف سرانه مطالعه بهره برد.
در ساده‌ترین حالت می‌توان میزان مطالعه افراد یک جامعه در یک مدت زمان با هم جمع نمود و بر تعداد افراد آن جامعه و تعداد روزهای در نظر گرفته شده تقسیم نمود. برای اندازه‌گیری، یک جامعه آماری در نظر می‌گیرند؛ متوسط مطالعه در آن جامعه را محاسبه نموده و به تمام جامعه تعمیم می‌دهند. البته عوامل دیگری نیز همچون تیراژ کتاب‌ها بر اندازه‌گیری سرانه مطالعه اثر دارد.
پایین بودن سرانه مطالعه بر تولیدات فرهنگی و نویسندگان نیز به صورت عرضه و تقاضا اثر می‌گذارد.

## سنجش سرانه مطالعه

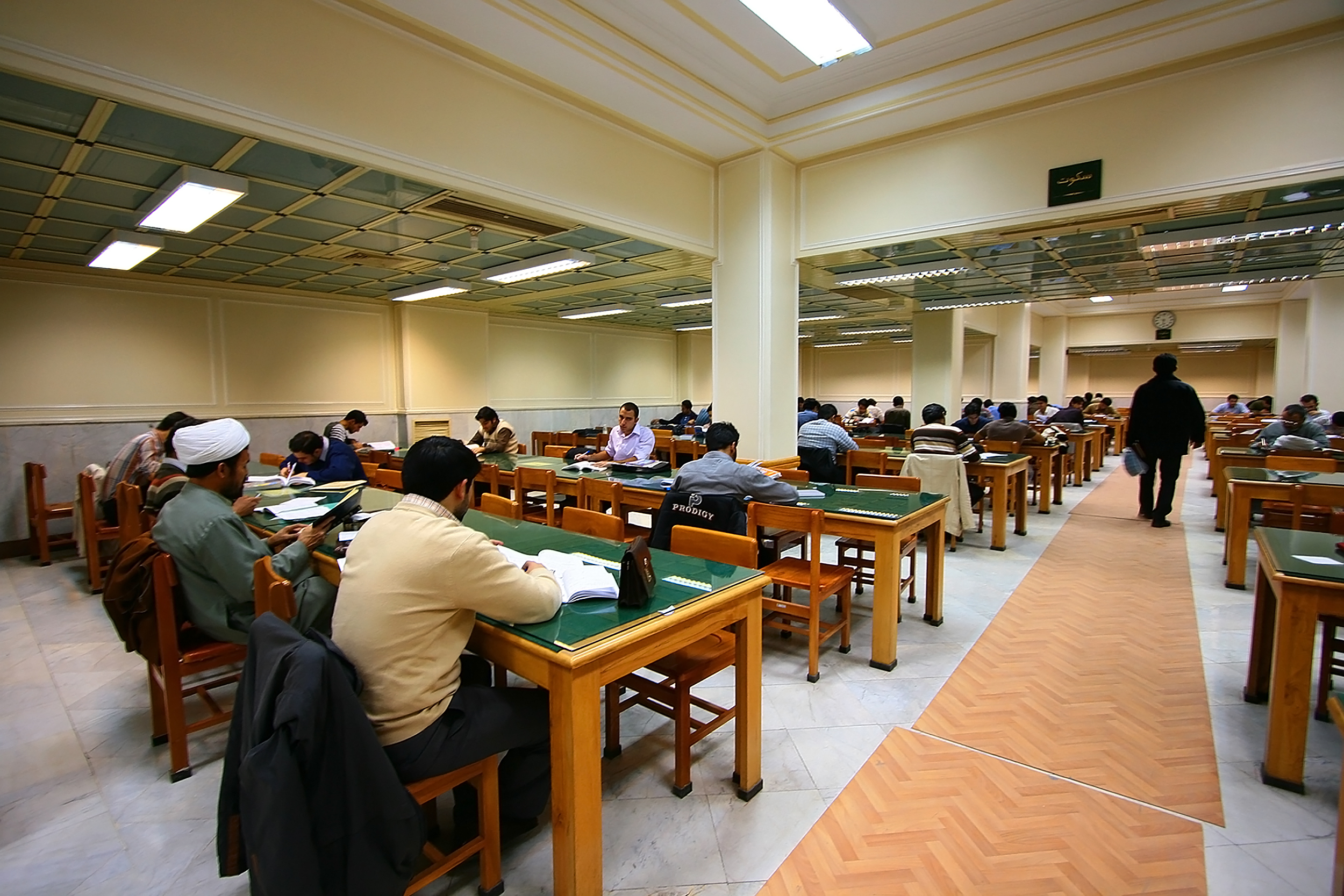
سالن مطالعه کتابخانه مرعشی نجفی در قم

نگاهی به مفهوم سرانه می‌تواند به ما در سنجش این شاخص یاری دهد. سرانه Per capita مفهومی آماری است و اشاره به وضعیت یک متغیر یا شاخص نسبت به هر فرد در یک مکان خاص در یک دوره زمانی معین (عموماً سال) دارد و اولین کاربرد آن در علم اقتصاد بوده‌است که شاخص‌هایی نظیر تولید سرانه، درآمد سرانه، تولید ناخالص سرانه، تولید خالص ملی سرانه و … از آن بهره می‌جستند. چنین شاخص‌هایی حاصل کسری است که صورت آن جمع کل متغیر مورد بررسی و مخرج آن جمعیت ساکن در یک محل خاص است. با این توصیف صورت کسر سرانه مطالعه (یا با توجه به شیوه بیان آن در اقتصاد، مطالعه سرانه) ایرانیان، میزان مطالعه مردم در طول یک سالِ معین است. میزان مطالعه می‌تواند بر حسب زمان یا تعداد عناوین مطالعه شده باشد. همچنین مخرج کسر جمعیت ایران (یا در برخی موارد جمعیت باسواد) در سال مورد بررسی است. پژوهش در حوزه میزان مطالعه عموماً به سه صورت عمده است که دو گونه آن پیمایش و یک گونه آن بر مبنای اَسناد است:
1. پیمایش مطالعه به عنوان متغیری واحد: در این نوع پژوهش پرسشنامه‌هایی تدارک دیده می‌شود و میزان مطالعه گروه‌های مختلف استخراج می‌شود.
2. پیمایش مطالعه به‌عنوان بخشی از فعالیت‌های روزانه: در این نوع پیمایش که به پیمایش گذران وقت Time use research یا مصرف فرهنگی مشهورند، پرسشنامه به‌گونه‌ای تنظیم شده‌است که چندین فعالیت در کنار یکدیگر سنجیده می‌شوند و یکی از فعالیت‌ها مطالعه است.
3. مطالعات اَسنادی: در این گونه مطالعه، تخمینی از میزان مطالعه مردم بر مبنای بازار کتاب، امانت از کتابخانه‌های عمومی و … به دست می‌آید و می‌توان آن را در رابطه ذیل خلاصه کرد:

میزان مطالعه= میزان فروش کتاب (نشریات و …)× ضریب گردش + میزان امانت+ میزان مطالعه در اینترنت
در این رابطه منظور از ضریب گردش این است که یک نسخه چند بار خوانده می‌شود و برای این ضریب نیز مقداری در دست نیست.

## سرانه مطالعه در جهان
| کشور      | دقیقه |
| --------- | ----- |
| فنلاند    | ۴۴    |
| نروژ      | ۳۹    |
| استونی    | ۳۶    |
| آلمان     | ۳۴    |
| هلند      | ۳۱    |
| سوئد      | ۳۱    |
| لاتویا    | ۲۶    |
| لهستان    | ۲۵    |
| بلژیک     | ۲۱    |
| لیتوانی   | ۲۱    |
| اسلونی    | ۲۲    |
| انگلیس    | ۲۱    |
| فرانسه    | ۲۰    |
| استرالیا  | ۲۰    |
| ژاپن      | ۱۷    |
| ایتالیا   | ۱۶    |
| بلغارستان | ۱۵    |

بر اساس آمارهای اعلام شده در خبرگزاری‌های ایران سرانه مطالعه کشورهای جهان به صورت زیر است.
- ژاپن:۹۰ دقیقه، انگلستان:۵۵ دقیقه، آمریکا:۲۰ دقیقه (خبرگزاری سیمرغ)
- ژاپن:۹۰ دقیقه، ترکیه و مالزی:۵۵ دقیقه (سایت خبری تحلیلی سیماب)[۳]

اما با پیگیری استنادهای این دقایق به منبع موثق و متکی بر پژوهی نمی‌توان رسید. در واقع این آمار و ارقام اعلام شده در خبرگزاری‌های مختلف بیشتر جنبهٔ ژورنالیستی داشته و از پایه علمی محکمی برخوردار نیستند.
یکی از منابع موثقی که می‌توان دربارهٔ شیوه گذران وقت مردم از آن استفاده کرد و میزان زمان اختصاص داده شده برای مطالعه را استخراج کرد، مرکز بین‌المللی مطالعات گذران وقت است. بر اساس تحقیقی که این مرکز در سال ۲۰۱۰ در ۲۲ کشور انجام داده‌است بیشترین زمان اختصاص داده شده برای مطالعه در بین مردمان جهان مربوط به کشور کوچک فنلاند است و ۴۴ دقیقه در روز است.

## سرانه مطالعه در ایران
در ایران آمارهای متعددی گفته می‌شود و اندازه‌های اعلام شده از ۲ دقیقه تا ۱۲۰ دقیقه متغیر است.

زمانه‌های اعلام شده برای مطالعه هر ایرانی:
- ۲ دقیقه (بدون زمان خواندن قرآن، مفاتیح و روزنامه[۸]) و اگر زمان درس خواندن را هم به آن اضافه کنیم 10 دقیقه[۲]

FR=۱٫۳۳۷ L+14.078
FR: مطالعه آزاد    L: امانت
بر این اساس و بر اساس آمار امانت کتاب از کتابخانه‌های عمومی کشور چیزی نزدیک به15 دقیقه در روز بوده‌است که شامل انواع مطالعه (کتاب، روزنامه، ادعیه و …) می‌شود. یافته‌های پژوهش دیگری که توسط «شورای فرهنگ عمومی» و با عنوان «وضعیت گذران وقت مردم شهری و روستایی کل کشور» در سال ۱۳۹۰ به صورت گذران وقت انجام شده‌است به تخمین این پژوهش نزدیک است. بر اساس یافته‌های این تحقیق میزان زمان اختصاص داده شده توسط به مطالعه در میان مردم ایران ۱۲ دقیقه است (این زمان شامل مطالعه کتاب، روزنامه، ادعیه و …) است.

### تیراژ کتاب
تیراژ کتاب در ایران در سال‌های اخیر بسیار کاهش داشته. به‌طوری‌که تیراژ کتاب از ۳٬۰۰۰ در دهه ۵۰ تا ۶۰ خورشیدی با وجود دوبرابر شدن جمعیت به ۵۰۰ عدد در دهه ۹۰ رسیده‌است.
عوامل مؤثر بر سرانه مطالعه در ایران  عدم احساس نیاز به مطالعه در ایران از جمله عوامل پایین بودن سرانه مطالعه عنوان می‌شود.  یکی از علت‌های دیگر آن عادت تاریخی ایرانیان به ادبیات شفاهی بوده‌است. هزینهٔ بالای کتاب‌های منتشر شده در سال‌های اخیر برای دانشجویان، دانش آموزان و علاقه‌مندان به کتاب بوده‌است.